# Sojuz TM-1
Sojuz TM-1 (ros. Союз ТM-1) – bezzałogowy lot radzieckiego pojazdu kosmicznego Sojuz, pierwszy lot Sojuza-TM. Celem pojazdu była stacja kosmiczna Mir.

## Przebieg lotu
- Start: 21 maja 1986, kosmodrom Bajkonur
- Połączenie ze stacją: 23 maja 1986
- Odłączenie od stacji: 29 maja 1986
- Lądowanie: 30 maja 1986